# Benjamin Roubaud
Pour les articles homonymes, voir Roubaud.
Joseph Germain Mathieu Roubaud, dit « Benjamin », né à Roquevaire le 29 mai 1811, et mort à Alger le 13 janvier 1847, est un dessinateur, caricaturiste, lithographe et peintre français.

## Biographie
Fils de Mathieu Aubert Roubaud et de Rosalie Caillol, Benjamin Roubaud fut l’élève à Paris du peintre Louis Hersent. De 1833 à 1847, il exposa au Salon des tableaux de genres, paysages, portraits, natures mortes dans la manière du maître, et se fit comme peintre une place honorable. Après 1840, il fut correspondant à Alger de la revue L'Illustration et, à la fin de sa vie, traita des sujets se rapportant à l’Algérie.
C’est en tant que dessinateur et caricaturiste qu’il montra la plénitude de son talent. Aux côtés d’artistes comme Daumier ou Grandville, il collabora de 1830 à 1835 à La Caricature et au Charivari (dont le Panthéon charivarique), journaux satiriques illustrés dirigés par Philipon (dont il fit un portrait charge), ainsi que dans d‘autres journaux comme La Mode. De 1839 à 1841, il réalisa pour la Galerie de la presse, de la littérature et des arts et pour le Panthéon charivarique des portraits de personnalités parmi les plus marquantes de l’époque et qui en font des documents historiques de premier plan (environ 100 planches).

Quelques caricatures publiées dans Le Charivari
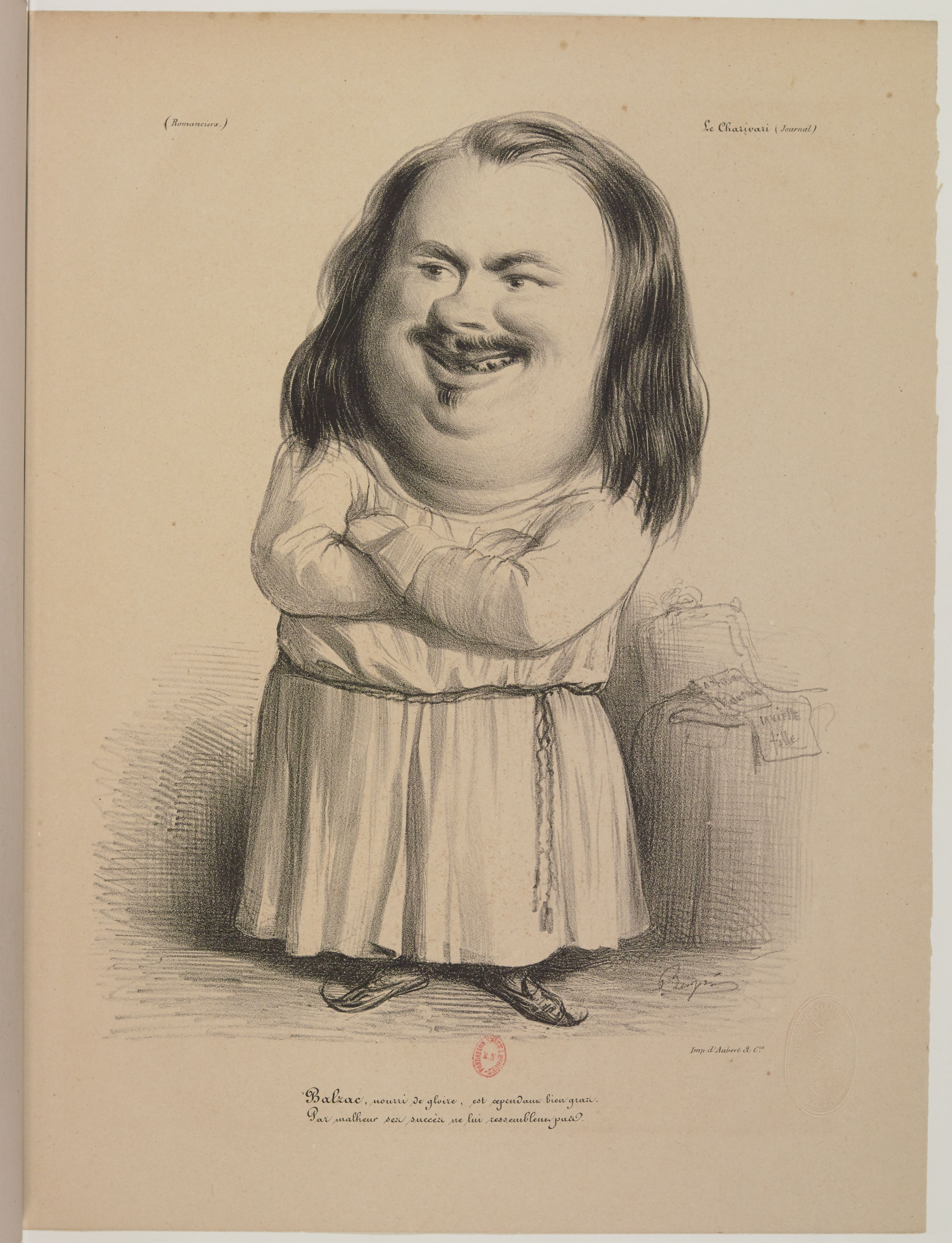
Honoré de Balzac
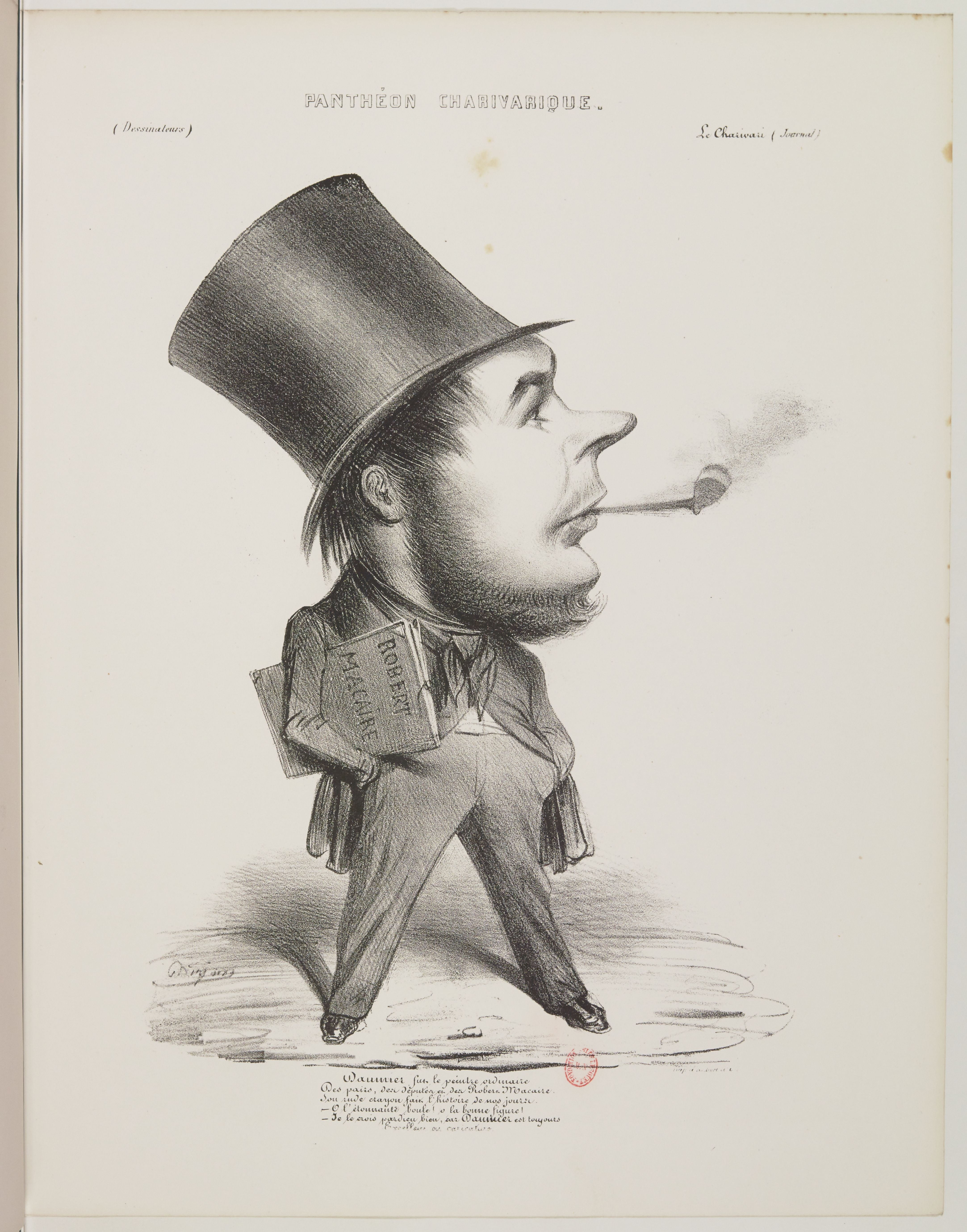
Honoré Daumier
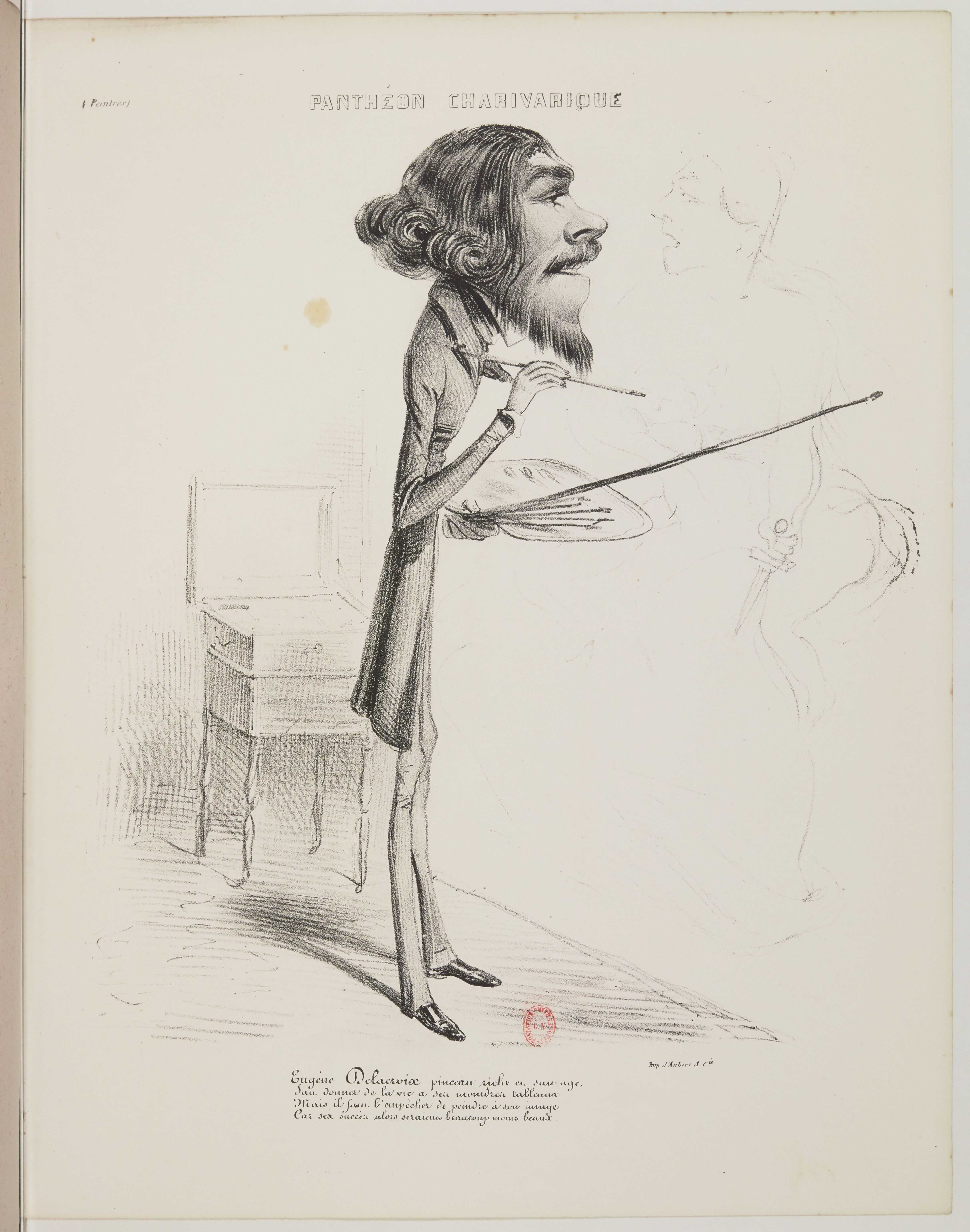
Eugène Delacroix
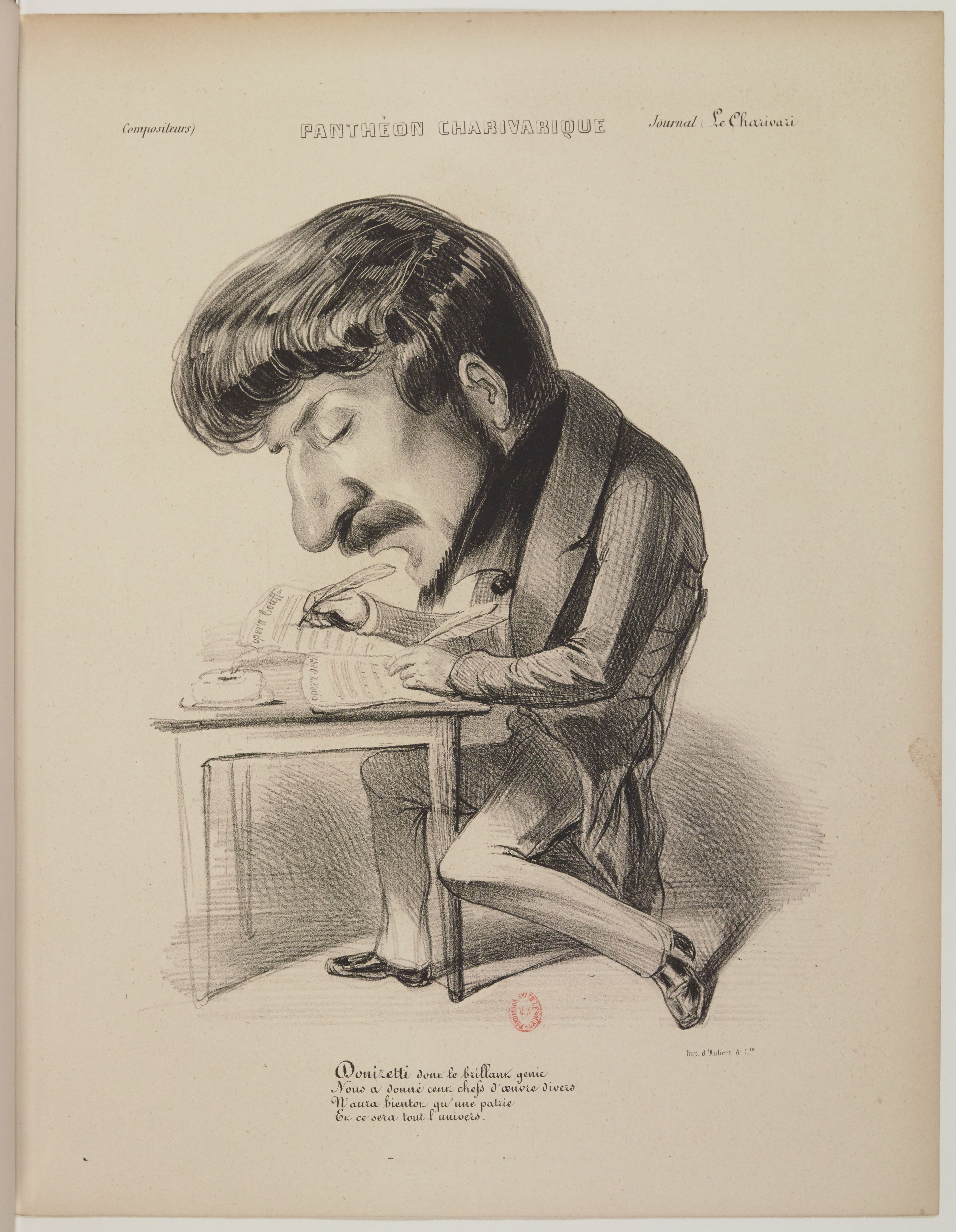
Gaetano Donizetti
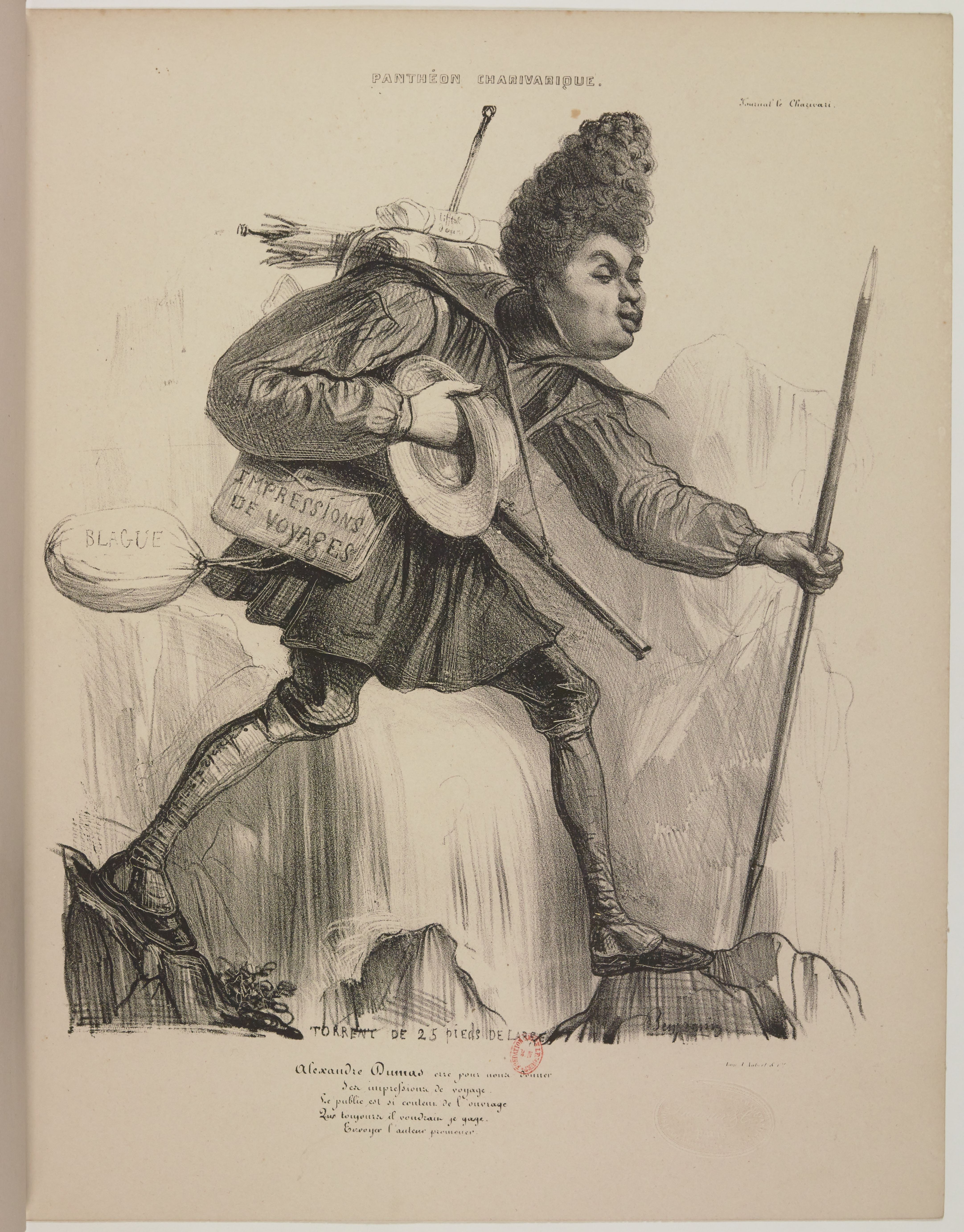
Alexandre Dumas
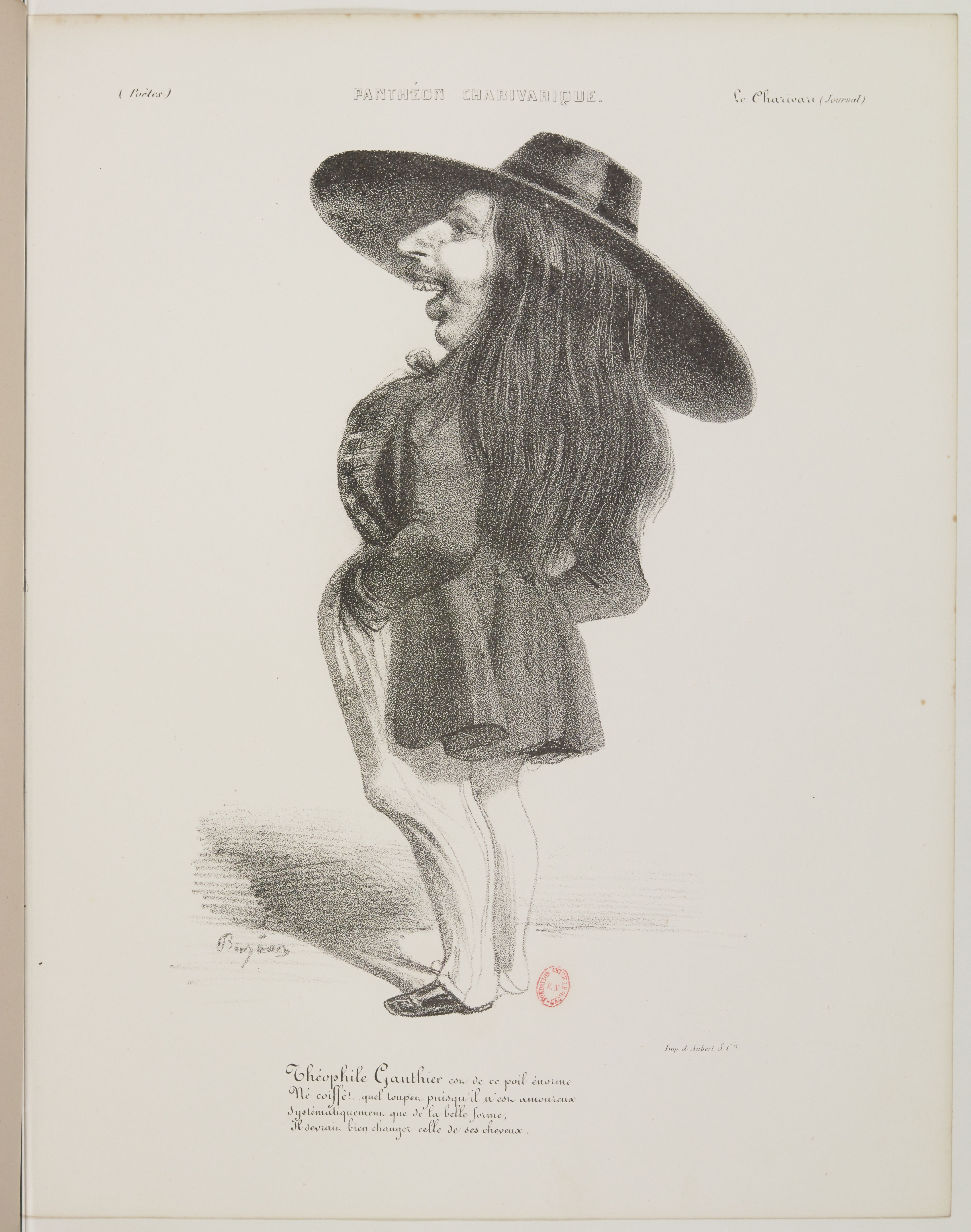
Théophile Gautier
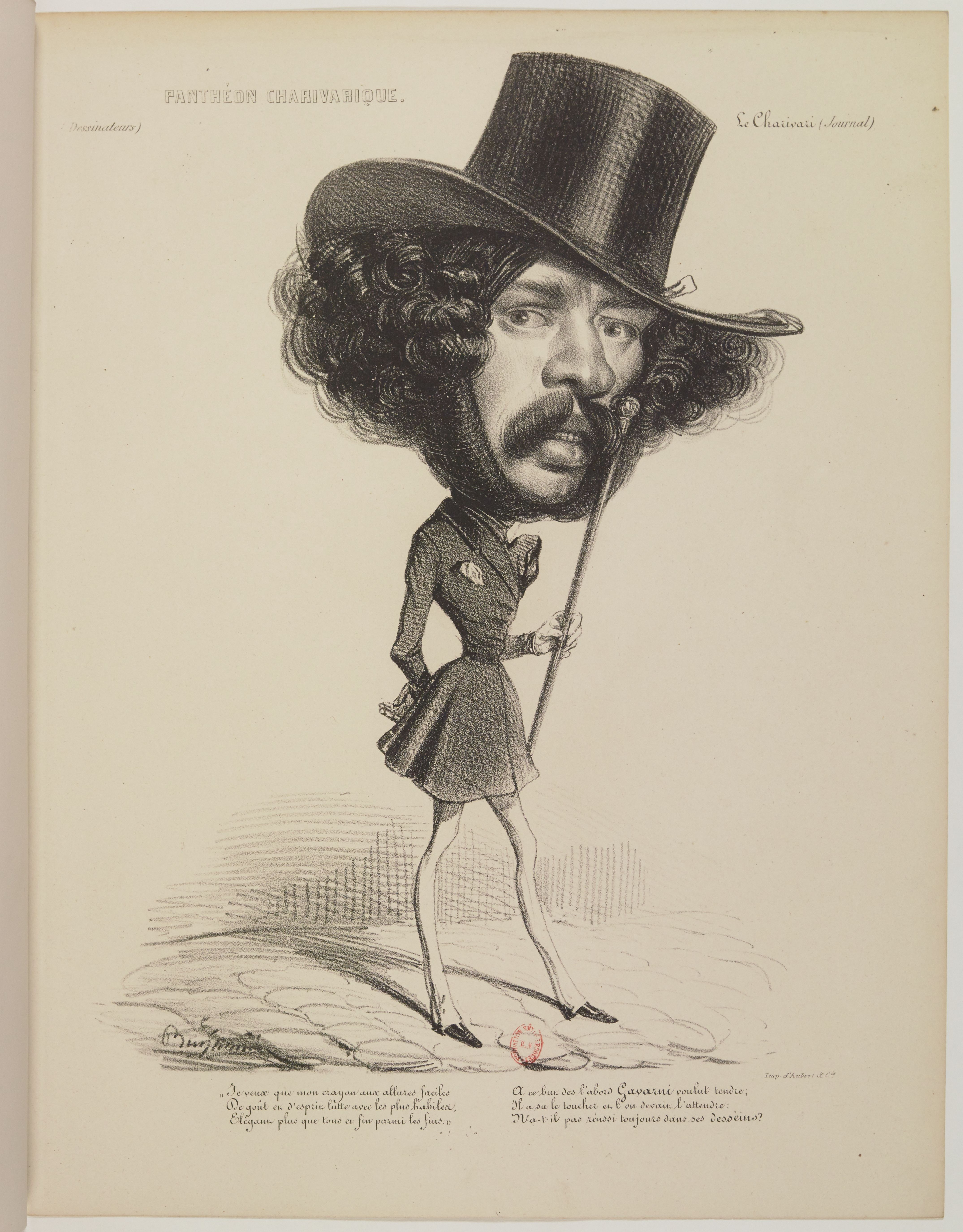
Paul Gavarni
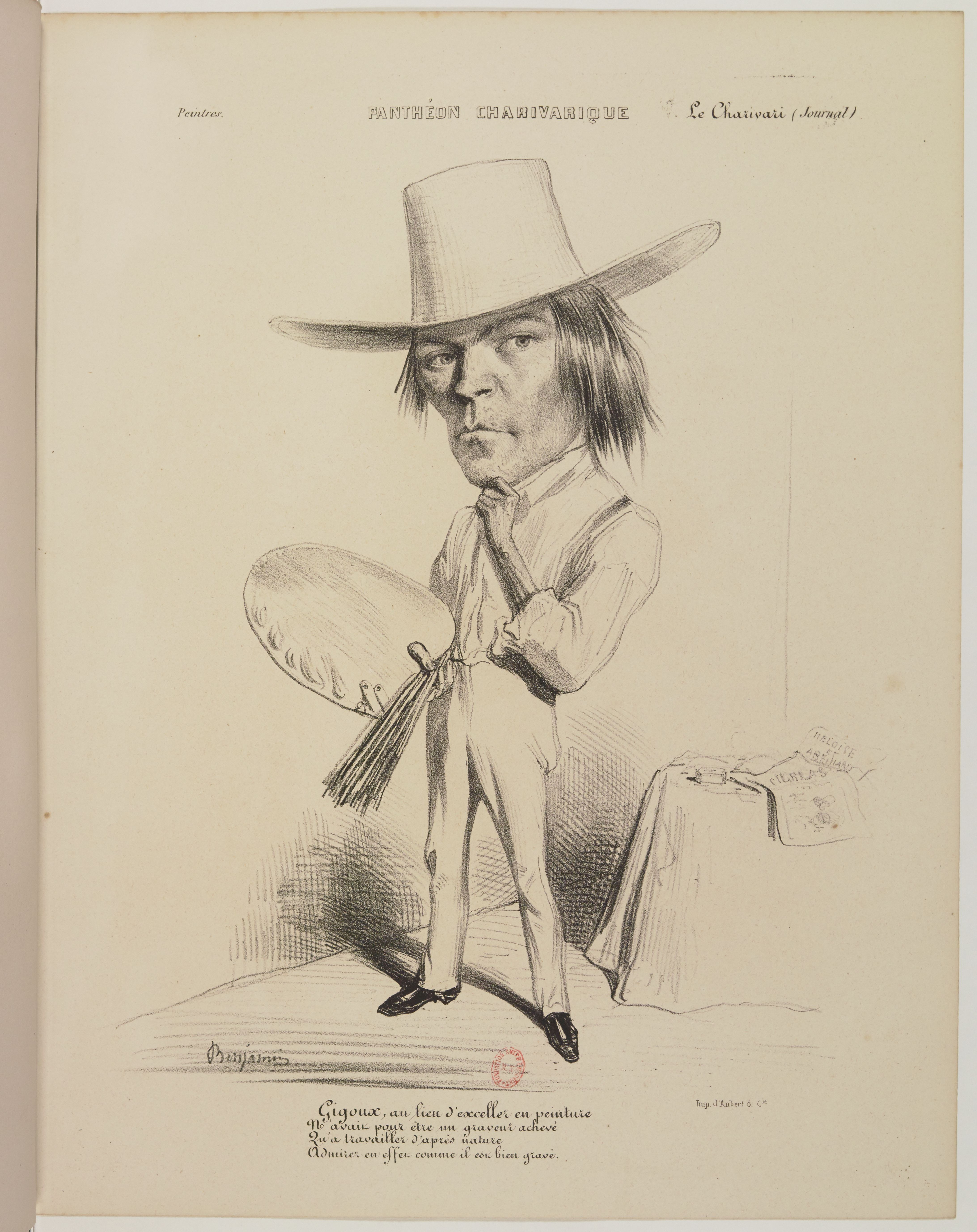
Jean Gigoux
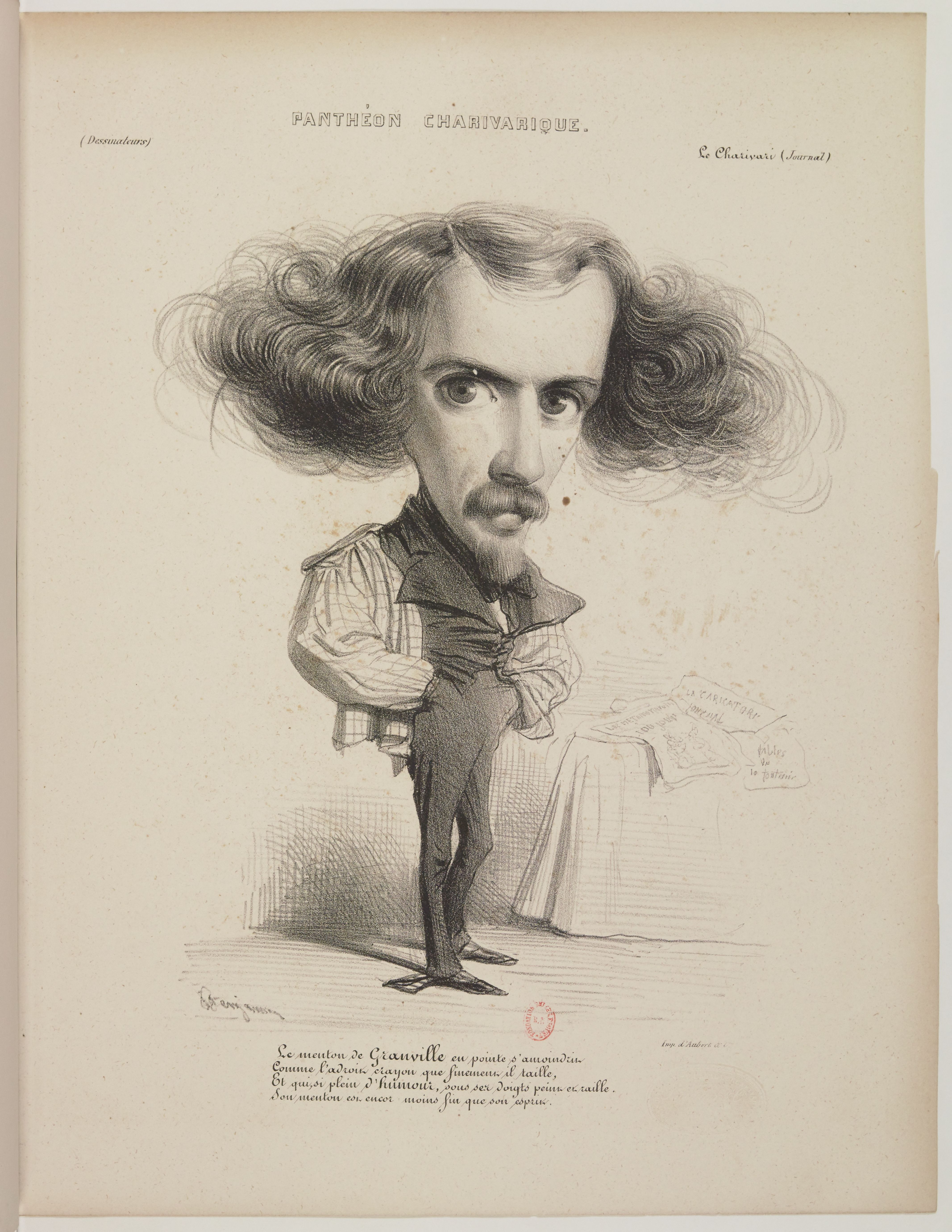
Grandville
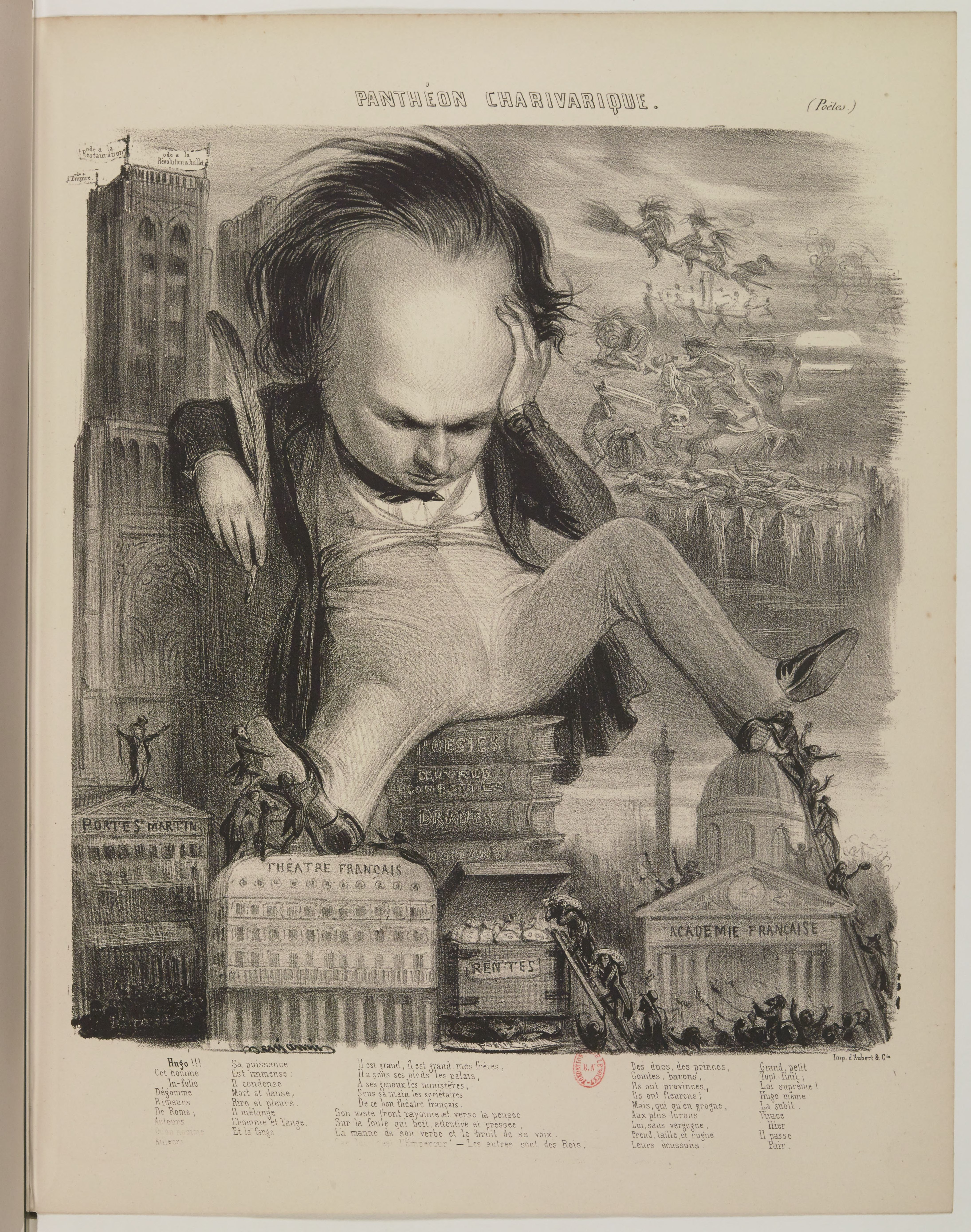
Victor Hugo
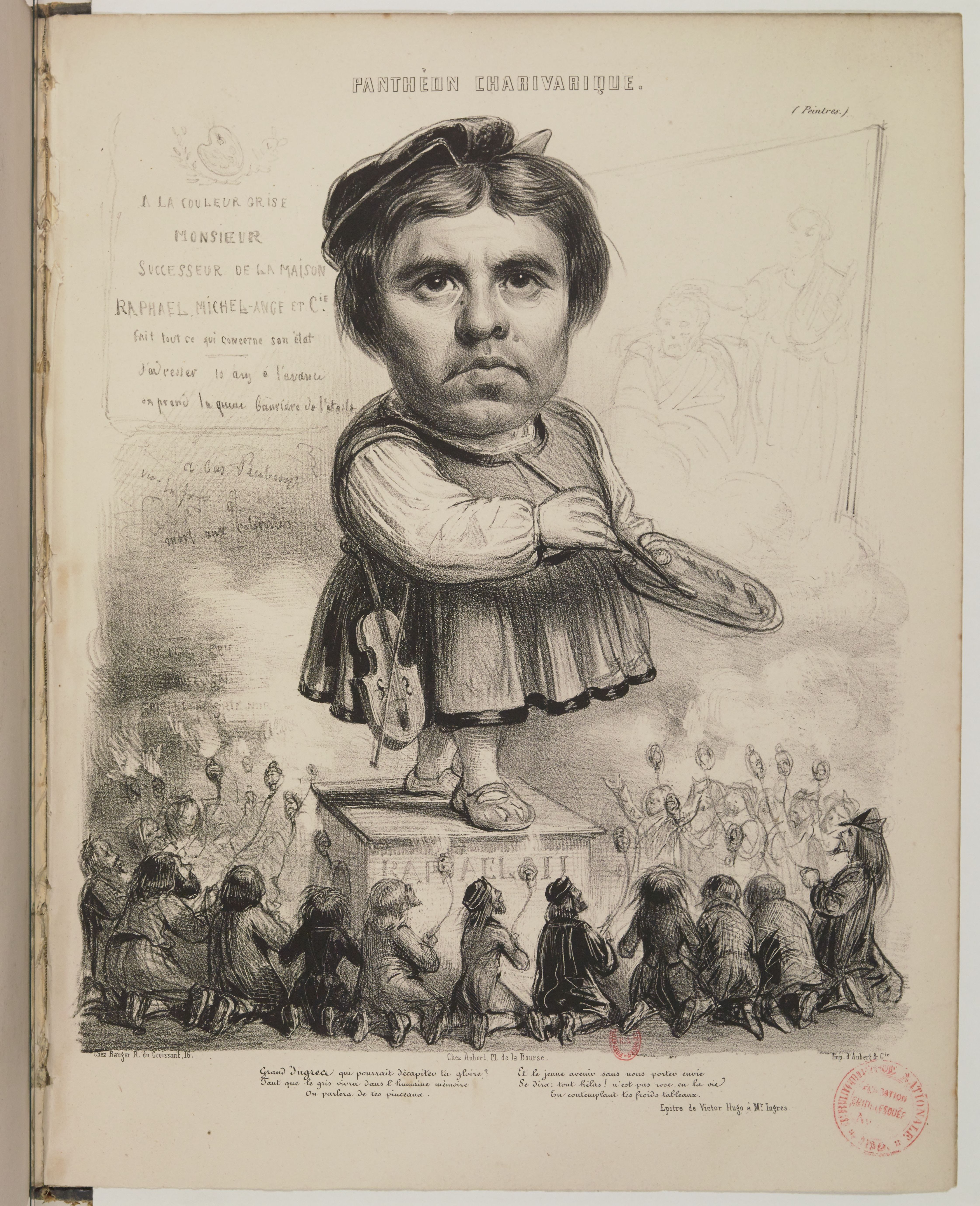
Jean-Auguste-Dominique Ingres
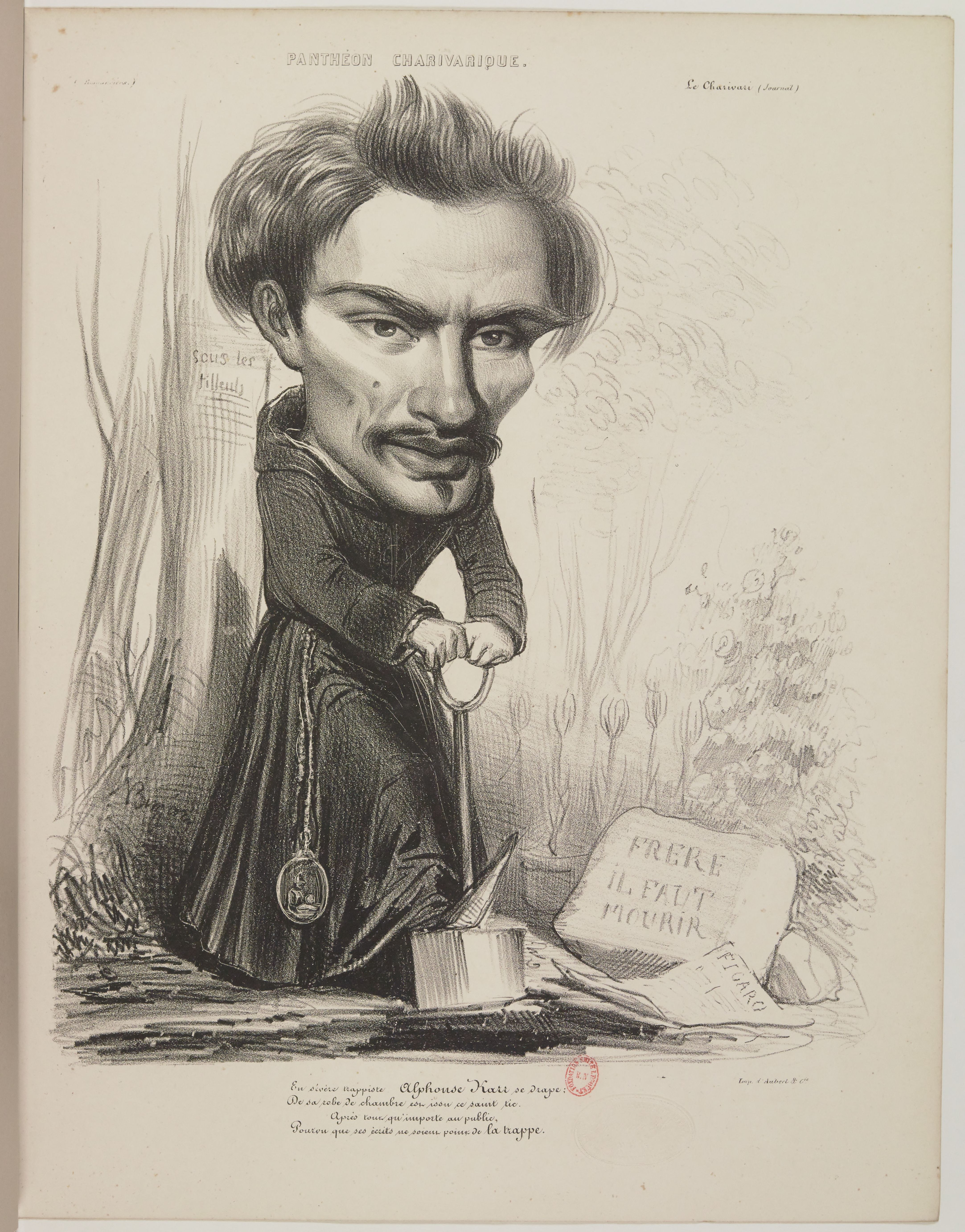
Alphonse Karr
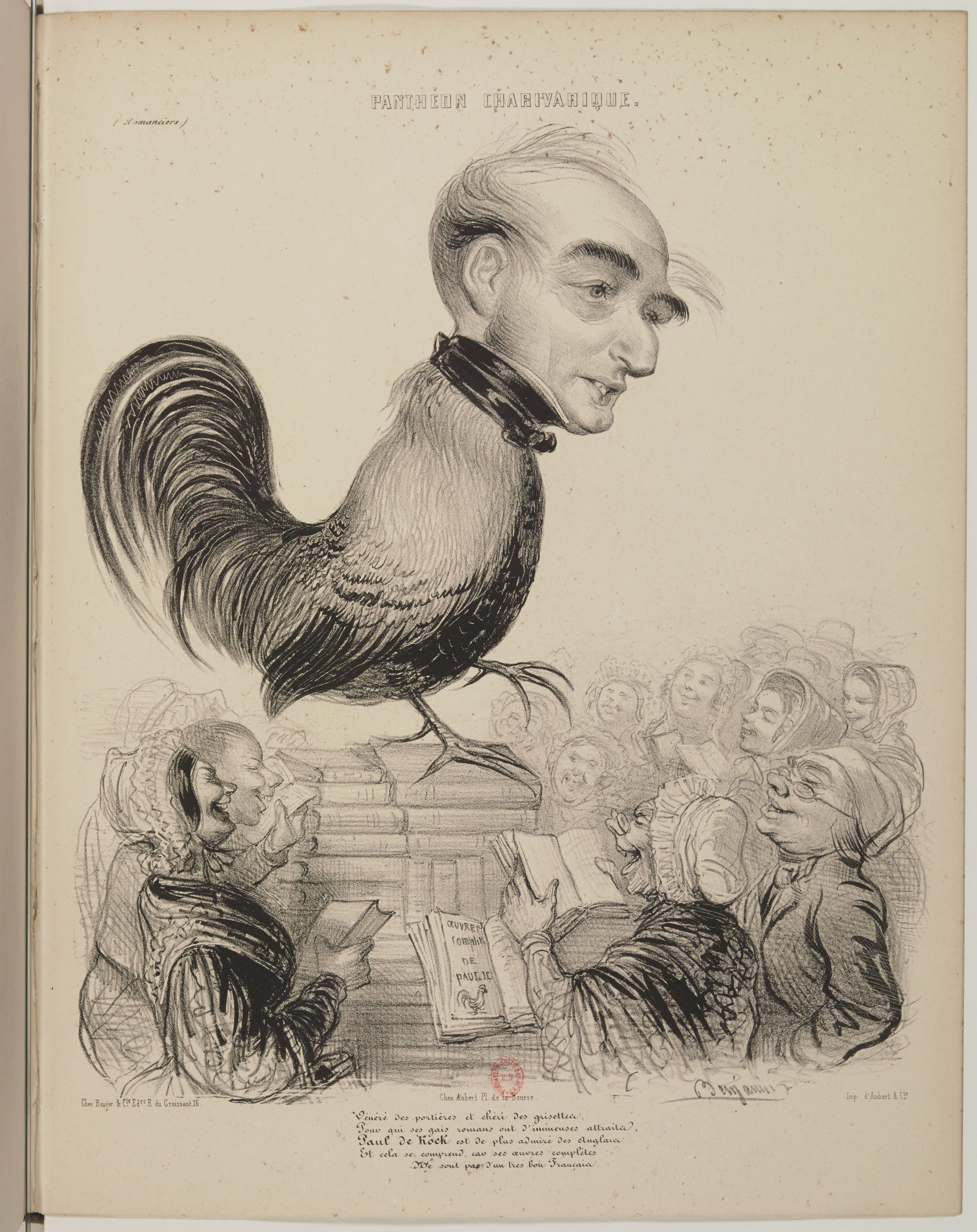
Paul de Kock
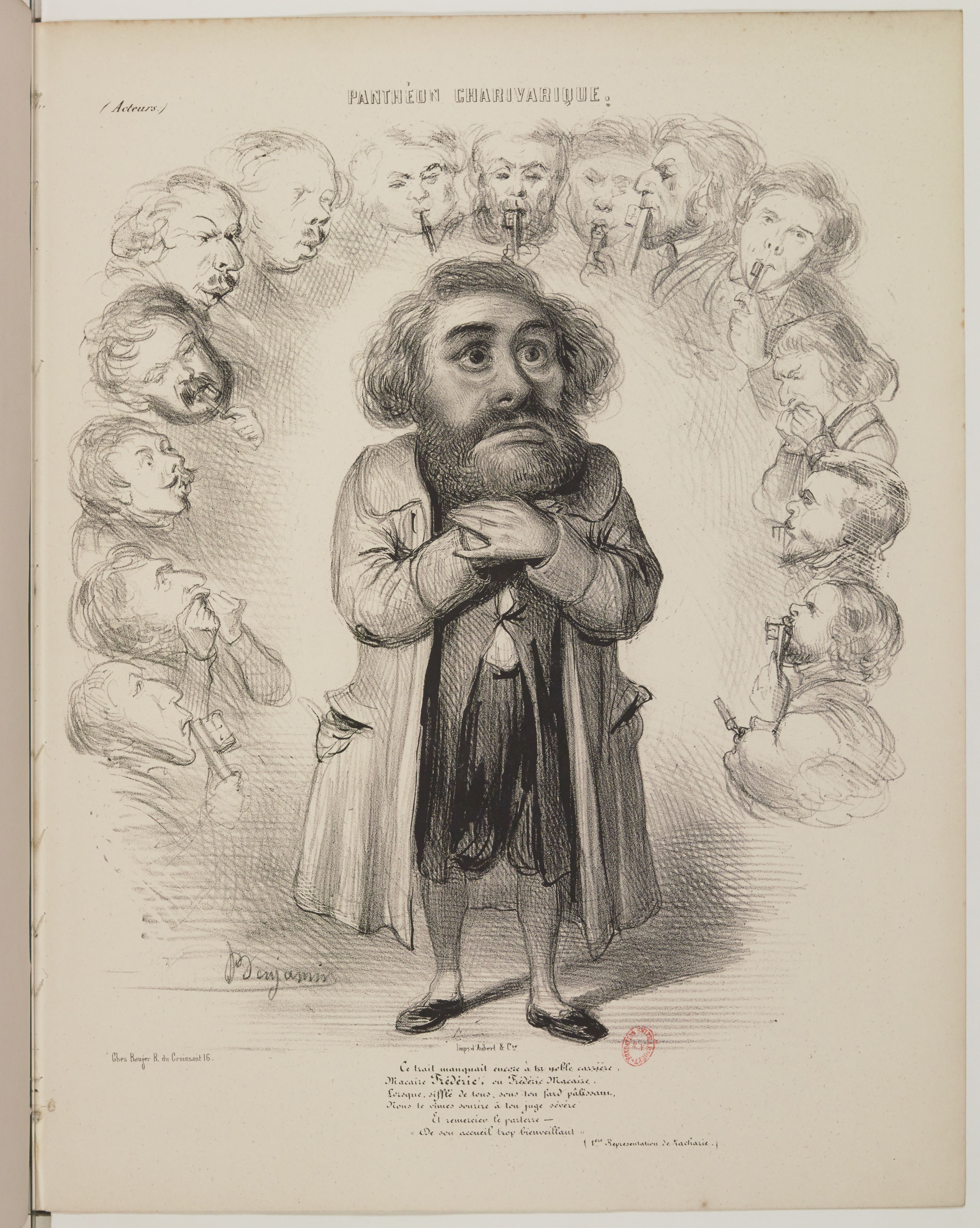
Frédérick Lemaître
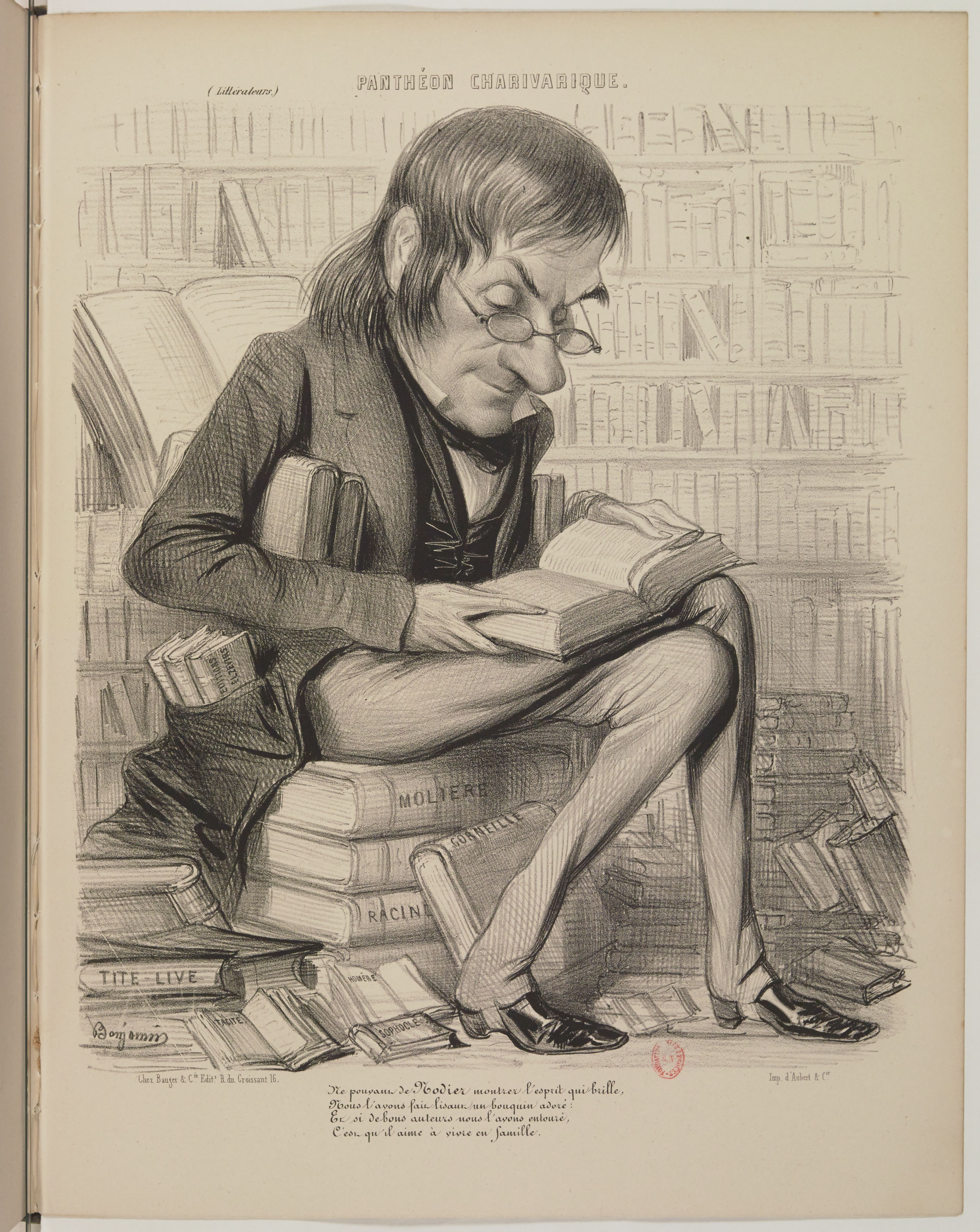
Charles Nodier
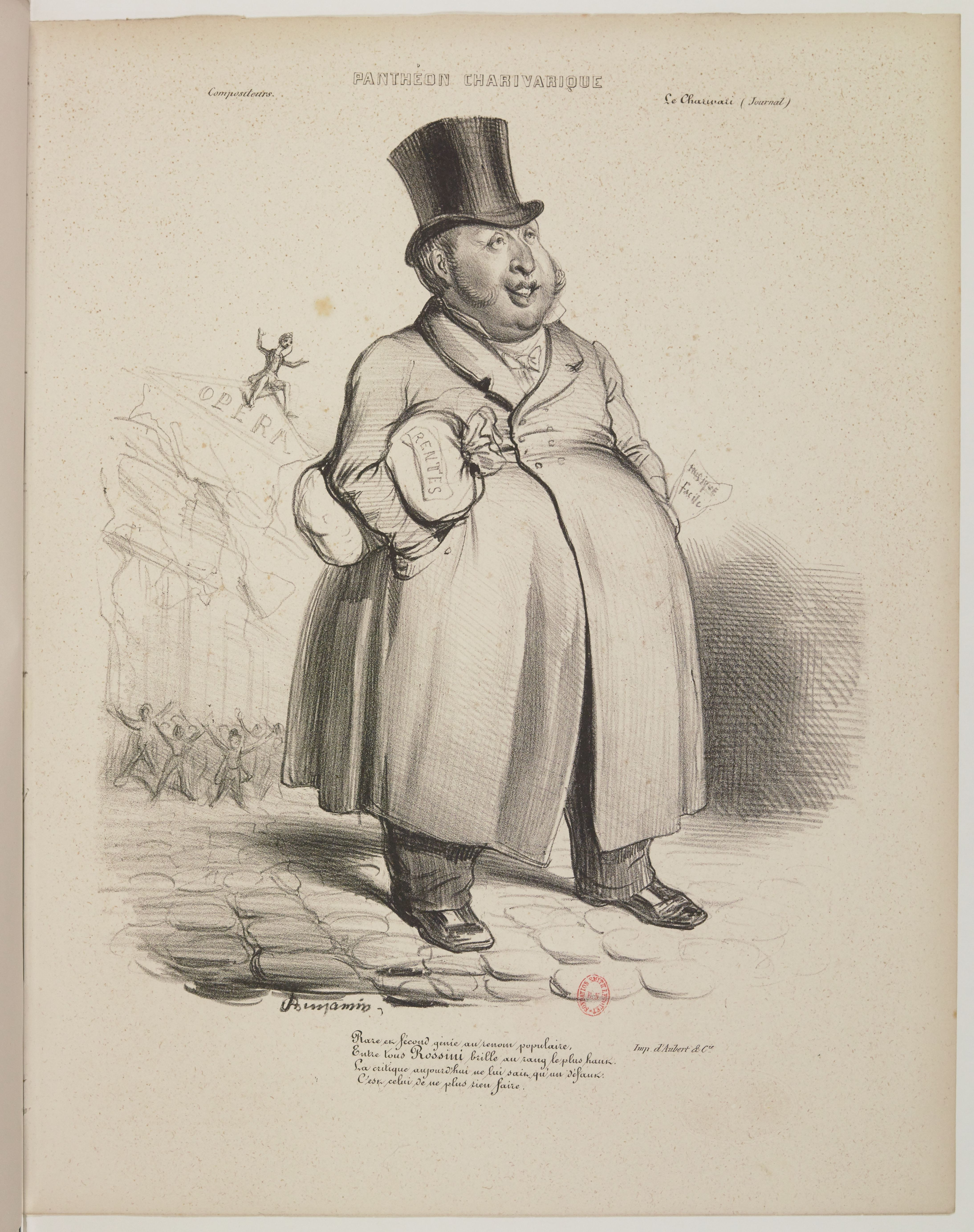
Gioachino Rossini
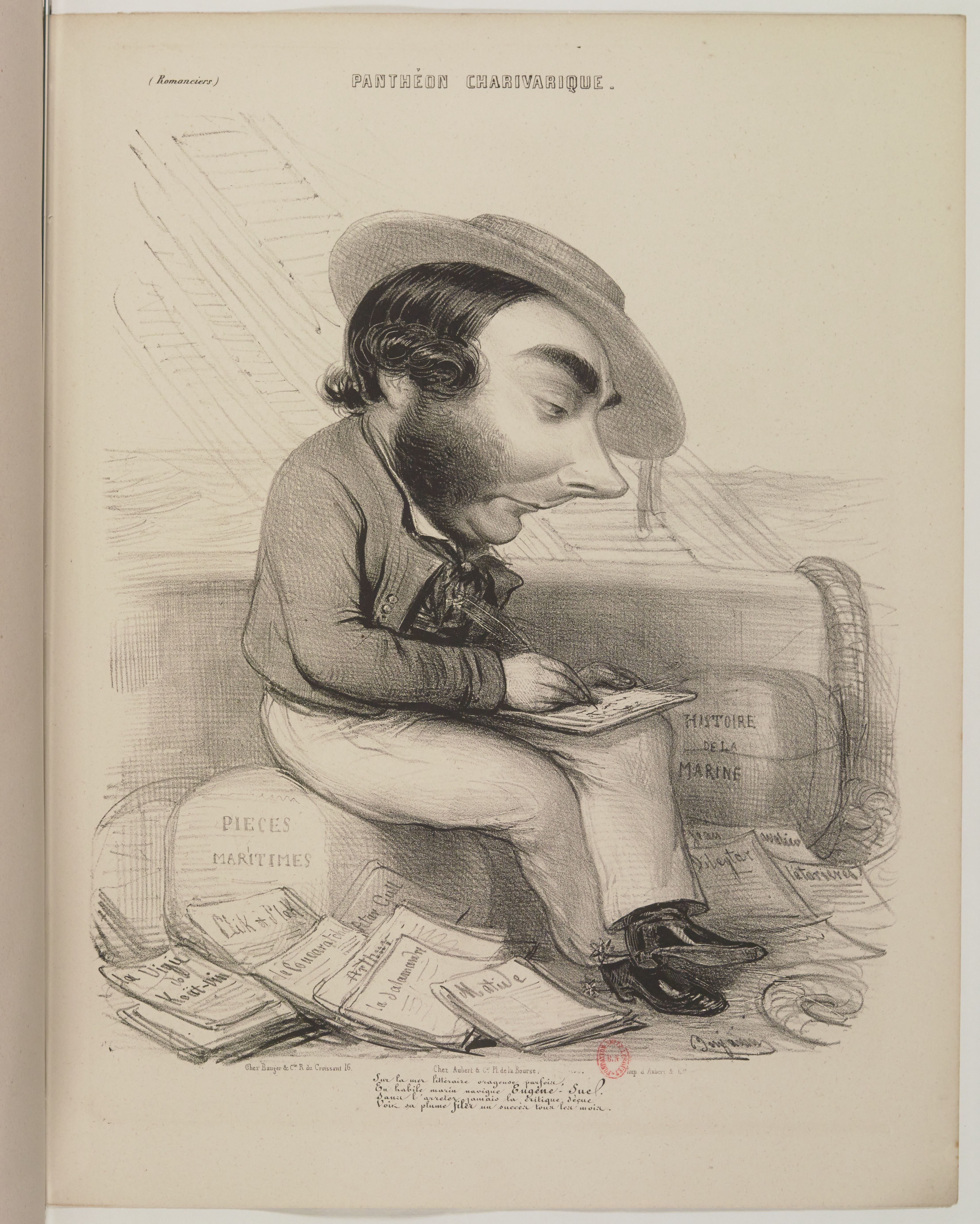
Eugène Sue
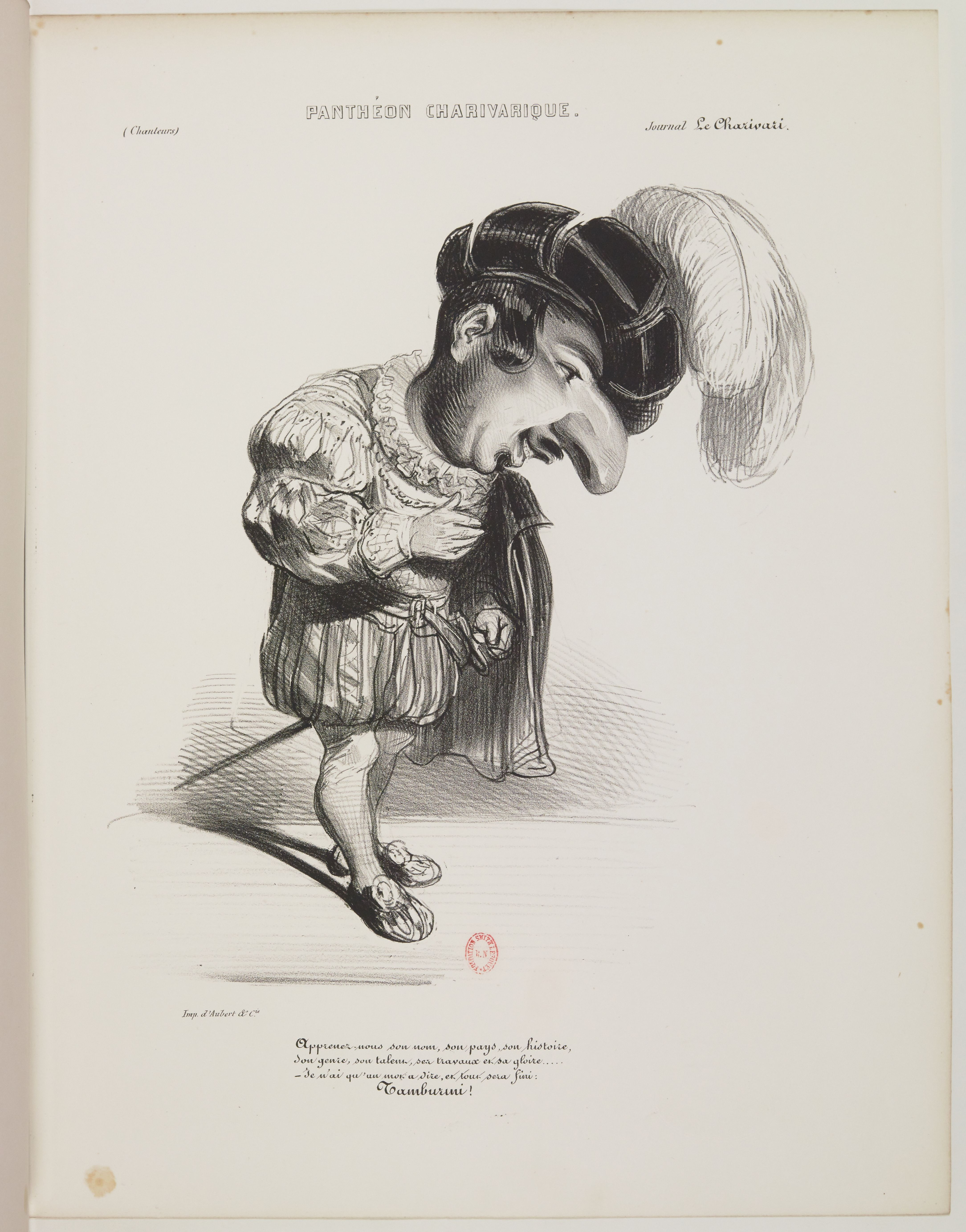
Antonio Tamburini

## Suites publiées chezAubert & Cie

Le Grand Chemin de la postérité (Planche 01 : « Les romantiques en cortège », 1842), par Benjamin Roubaud. Monté sur le Pégase romantique, Hugo, « roi des Hugolâtres, armé de sa bonne lame de Tolède et portant la bannière de Notre-Dame de Paris », emmène en croupe Théophile Gautier, Cassagnac, Francis Wey et Paul Foucher. Eugène Sue fait effort pour se hisser à leur niveau et Dumas, chargé de ses livres, presse le pas, tandis que Lamartine, dans les nuages, se « livre à ses méditations politiques, poétiques et religieuses ». Suivent Soulié porté par la diable, Balzac, Alfred de Vigny, Léon Gozlan, Viennet, Casimir Delavigne écrasant son frère Germain, Joseph Méry, Jacques-François Ancelot travesti et Virginie Ancelot, survolé par Karr.

- Les Annonces (avec Philipon), Les Mauvais Locataires, Vie et Aventures de M. Jobard, La Contrebande aux Barrières, Enfantillages  ;
- Portraits-Charge pour le Miroir drolatique.
- Le Grand Chemin de la postérité : 3 séries (les hommes de lettres, les acteurs, les artistes lyriques), grandes feuilles en largeur comprenant, chacune, deux bandes de portraits-charge.

## Point de vue

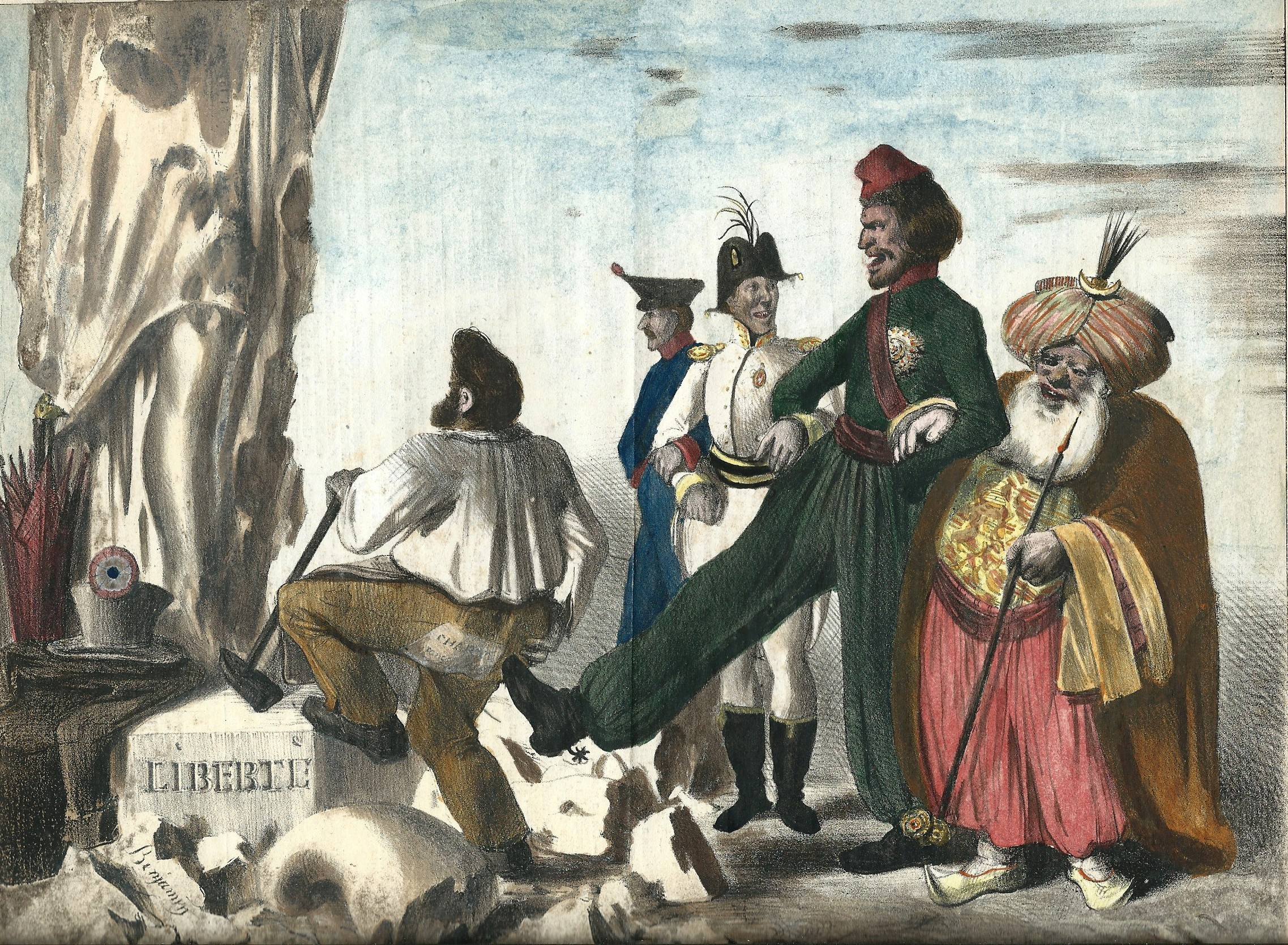
Illustration du Charivari par Benjamin Roubaud

« Benjamin Roubaud lui n'atteint guère au comique ; le dessin juste l'attire davantage ; il crayonne avec soin, avec charme ; le souci de l'exactitude lui donne le goût du portrait-charge, qu'il réussit et qu'il crée » (Émile Bayard, La Caricature et les caricaturistes, p. 125).